# Barva škrlata
Barva škrlata (angleško The Color Purple) je ameriški zgodovinski dramski film o odraščanju iz leta 1985, ki ga je režiral Steven Spielberg po scenariju Menna Meyjesa. Temelji na romanu Nekaj vijoličastega Alice Walker iz leta 1982, za katerega je prejela  Pulitzerjevo nagrado. V glavnih vlogah nastopajo Danny Glover, Whoopi Goldberg, Desreta Jackson, Margaret Avery, Oprah Winfrey, Rae Dawn Chong, Willard Pugh in Adolph Caesar, za katerega je to ena zadnjih vlog. Zgodba se vrti okoli afroameriškega dekleta Celie Harris (Goldberg) in prikazuje težave, s katerimi so se afroameriške ženske soočale v zgodnjem 20. stoletju, nasilje v družini, incest, pedofilija, revščina, rasizem in seksizem. Celie uspe ponovno najti izgubljeno samozaupanje ob prijateljstvu z dvema močnima ženskama.
Snemanje je potekalo v krajih Anson in Union v Severni Karolini. Film je bil premierno prikazan 18. decembra 1985. Izkazal se je za uspešnico z več kot 142 milijoni USD prihodkov ob 15-milijonskem proračunu. Naletel je tudi na večinoma dobre ocene kritikov, ki so pohvalili režijo, scenarij, glasbeno podlago in scenografijo, nekateri kritiki pa so izpostavili pretirano sentimentalnost in stereotipnost. Na  58. podelitvi je bil nominiran za oskarja v enajstih kategorijah, tudi za najboljši film. Nominiran je bil tudi za pet zlatih globusov, od katerih je bil nagrajen za najboljšo igralko v dramskem filmu (Goldberg). Roger Ebert je film vključil v svojo knjižno serijo The Great Movies.

## Vloge
- Danny Glover kot Mister
- Whoopi Goldberg kot Celie
  - Desreta Jackson kot mlada Celie
- Oprah Winfrey kot Sofia
- Margaret Avery kot Shug Avery
  - Táta Vega kot Shug (pevski glas)
- Akosua Busia kot Nettie
- Adolph Caesar kot stari Mister
- Willard Pugh kot Harpo
- Rae Dawn Chong kot Squeak
- Laurence Fishburne kot Swain
- Carl Anderson kot Reverend Samuel
- Grand Bush kot Randy
- Dana Ivey kot ga. Millie
- Bennet Guillory kot Grady
- James Tillis kot Henry »Buster« Broadnax
- Leonard Jackson kot oče Pa, Celie in Nettie
- Gayle King kot ženska v cerkvi